# Старчевица
Старчевица (на сръбски: Старчевица; на босненски: Starčevica) е квартал в южната част на град Баня Лука, Република Сръбска, Босна и Херцеговина.
Намира се на десния бряг на река Върбас, югоизточно от центъра на града.

## Население
Според преброяването от 1991 г. кварталът има 12 738 жители, със следния национален състав:
- сърби – 6770 души
- мюсюлмани или бошняци – 2350 души
- югославяни – 2264 души
- хървати – 813 души
- други – 541 души

## Галерия
- Общ изглед
- Наводнение, май 2014